# Dundee City Churches
Die Dundee City Churches sind ein Komplex aus drei Kirchengebäuden im Zentrum der schottischen Stadt Dundee in der gleichnamigen Council Area. Vier Gebäudeteile sind separat in den schottischen Denkmallisten in der höchsten Denkmalkategorie A gelistet. Der Gesamtkomplex ist des Weiteren als Denkmalensemble der Kategorie A geschützt.

## Geschichte

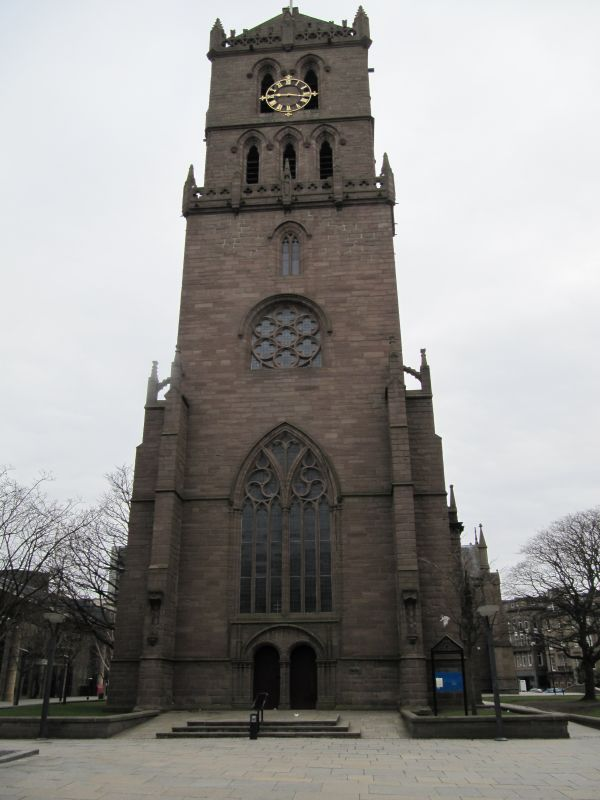
St Mary’s Tower

Nach seiner Rückkehr vom Dritten Kreuzzug gelobte Wilhelm der Löwe den Bau einer Marienkirchen in Dundee. Um 1300 zerstörten englische Truppen unter Eduard I. die Kirche, die anschließend wieder aufgebaut wurde. Abermals 1385 wurde sie durch Truppen Richard II. niedergebrannt. In der Folge begannen die Mönche der Lindores Abbey mit der Wiedererrichtung der Kirche. Die Arbeiten verliefen schleppend, weshalb der Burgh Dundee 1442 übernahm. Als Glockenturm wurde der St Mary’s Tower im späten 15. Jahrhundert fertiggestellt und 1495 mit einer Glocke bestückt. 1548 zerstörten Truppen des Duke of Somerset das Gebäude und der Glockenturm verblieb rund 230 Jahre freistehend.
1558 wurde der Chor wiederaufgebaut und für Gottesdienste genutzt. Inoffiziell gilt dieses Bauwerk als erstes reformiertes Kirchengebäude Schottlands. 30 Jahre später wurde dort ein Kollegiatstift eingerichtet. Zeitgleich wurde der südliche Flügel des ehemaligen Querschiffs neu aufgebaut und als South Church eröffnet. Im Zuge der Einnahme Dundees durch den Marquess of Montrose wurde die South Church 1645 zerstört. Truppen General Moncks, der an der Seite Oliver Cromwells im englischen Bürgerkrieg kämpfte, nutzten die Ruinen 1651 als Stallungen. 1759 wurde der ehemalige Nordflügel des Querschiffs neu aufgebaut und als Cross Church genutzt.
Die an den St Mary’s Tower anschließende Steeple Church wurde 1788 fertiggestellt. 1834 wurde sie in St Clement’s Church umbenannt. 1841 verheerte ein Brand sämtlich Gebäude mit Ausnahme der Steeple Church und dem St Mary’s Tower. Im selben Jahr wurde nach einem Entwurf des schottischen Architekten William Burn mit dem Bau einer Kirche am Ort der ehemaligen South Church und Cross Church begonnen. Hieraus ging die St Paul’s Church hervor. Am Ort des ehemaligen Chors wurde 1844 die heutige Dundee Parish Church nach einem Entwurf William Burns errichtet. 1947 verschmolzen die Gemeinden der St Paul’s Church und der St David’s Church. Hieraus ging die im Mittelstück der Dundee City Churches angesiedelte Old St Paul’s and St David’s Church hervor. 1963 wurde die Gemeinde der St Clement’s Church mit jener der St Enoch’s Church vereint und ersteres Gebäude wieder Steeple Church genannt. Nach der Fusion der Gemeinden der Wishart Memorial Church und der Old St Paul’s and St David’s Church im Jahre 1975, verschmolz die Gemeinde drei Jahre später mit jener der Steeple Church, womit die Old St Paul’s and St David’s Church als Kirche obsolet wurde.

## St Mary’s Tower

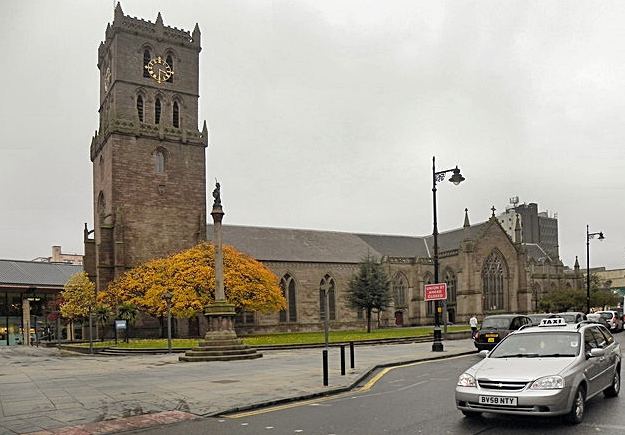
Steeple Church

Der Glockenturm bildet den westlichen Abschluss des Komplexes. Er wurde im späten 15. Jahrhundert, vermutlich um 1495, fertiggestellt. Vermutlich um 1570 wurde der St Mary’s Tower ausgebaut und 1643 durch John Mylne überarbeitet. Nach einer Restaurierung im Jahre 1872 wurde der Turm abermals in den frühen 1960er Jahren durch die Stadt Dundee restauriert, wobei Details verlorengingen. Der 47,5 Meter hohe, in fünf Abschnitte gegliederte Turm ist spätgotisch ausgestaltet. Das rundbogige Zwillingsportal ist mit Trumeaupfeiler ausgeführt und weist Parallelen zum Hauptportal der St Mary’s Parish Church in Haddington auf. Eine ehemals dort installierte Marienskulptur mit Kind ist nicht mehr erhalten. Darüber ist ein weites Maßwerk unterhalb einer Fensterrose eingelassen. Die Öffnungen der oberen Abschnitte sind als Lanzettfenster ausgeführt. Der Turm befindet sich im Besitz der Stadt und wird nicht mehr kirchlich genutzt. Er gilt als größter erhaltener mittelalterlicher Turm Schottlands.

## Steeple Church

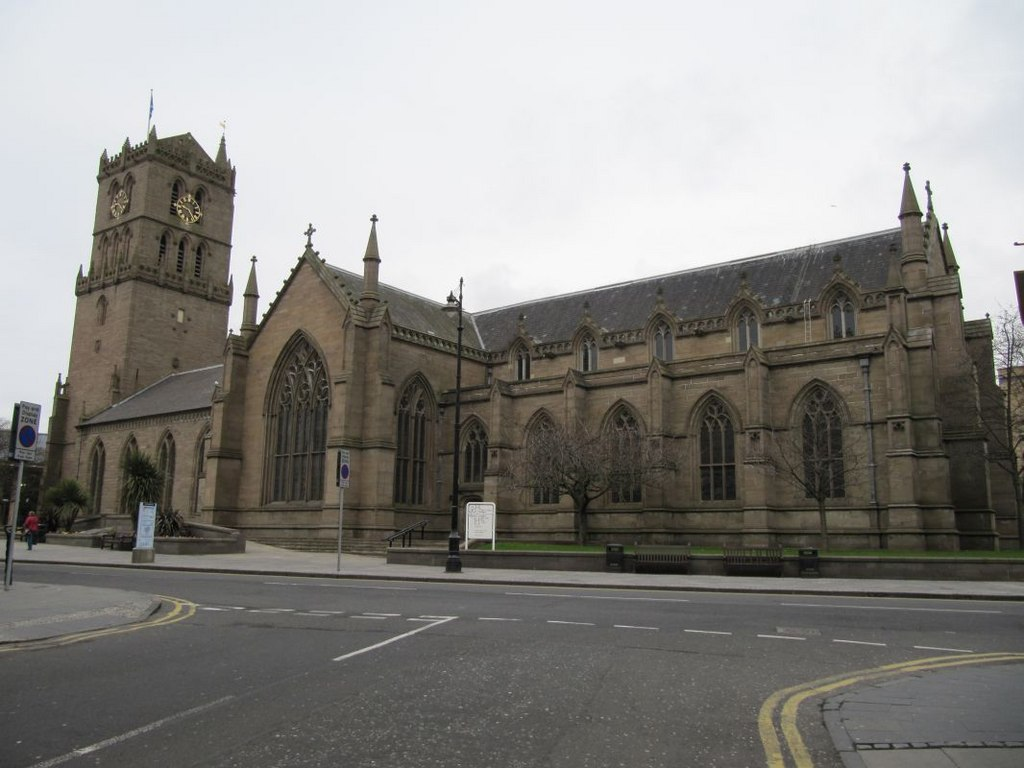
Die Old St Paul’s and St David’s Church ist das heraustretende „Querschiff“.

Die Steeple Church schließt sich an der Ostseite an den St Mary’s Tower an. Die Saalkirche ist schlicht neogotisch ausgestaltet. Entlang der vier Achsen weiten Südfassade sind Maßwerke eingelassen. Ungewöhnlicherweise ist die Steeple Church nicht mit Strebepfeilern ausgeführt. Die fünf Achsen weite Nordfassade ist analog ausgestaltet, jedoch mit einem zentralen Spitzbogenportal. Unterhalb des schiefergedeckten Satteldachs zieht sich ein Band blinder Vierpässe.

## Old St Paul’s and St David’s Church

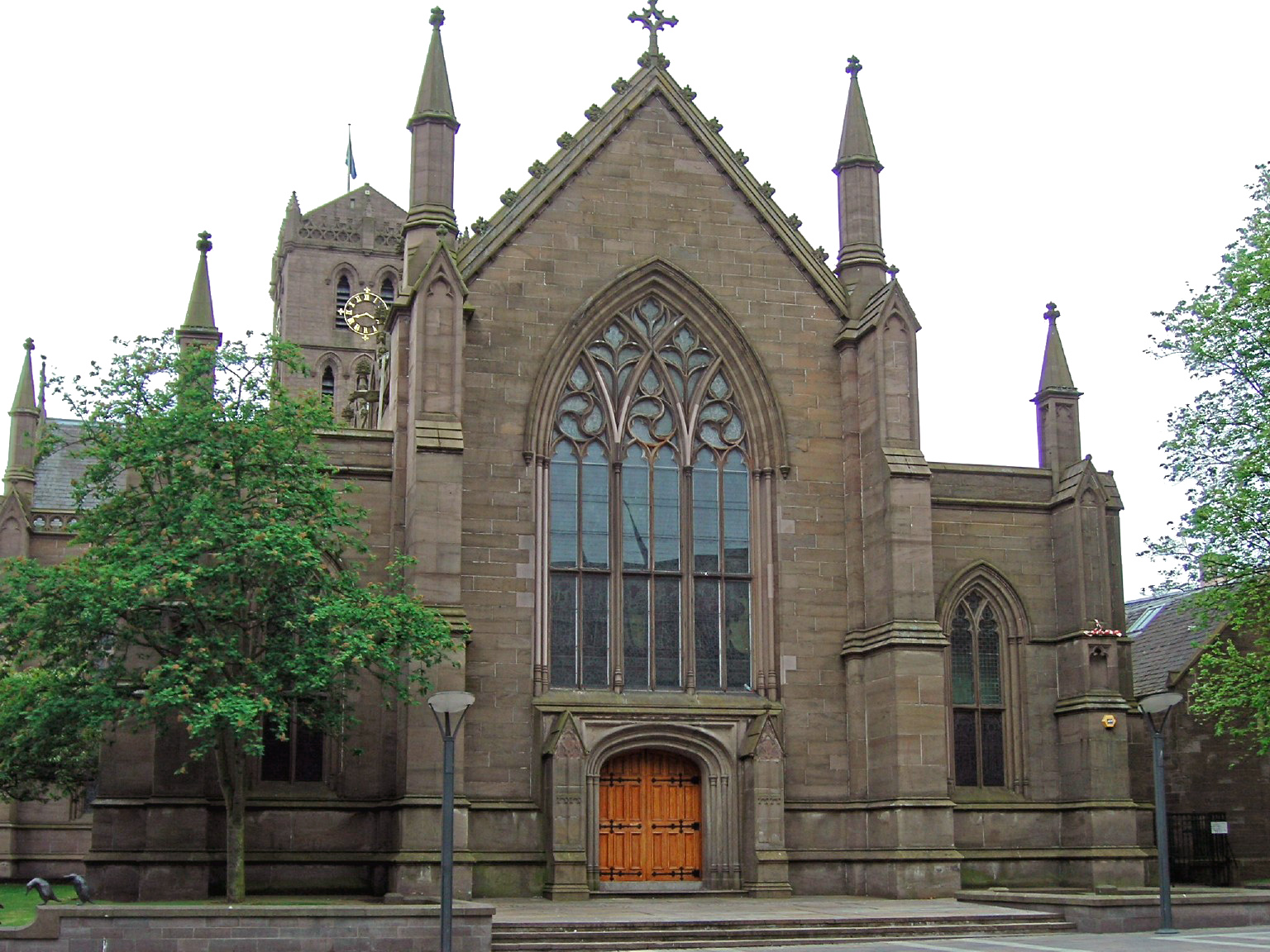
Dundee Parish Church

Die neogotisch ausgestaltete Old St Paul’s and St David’s Church nimmt das Mittelstück zwischen Steeple Church und Dundee City Church ein. Ihre Südfassade ist mit einem weiten, reich ornamentierten Maßwerk mit Bleiglasfenstern gestaltet. Flankierend erstrecken sich Strebepfeiler entlang der Fassade, die in spitzen Fialen auslaufen. Der Giebel ist mit Krabben bestanden und schließt mit einem Kreuz. In die Seitenfassaden sind kleinere Maßwerke eingelassen. Das Eingangsportal schließt mit einem Korbbogen. Der Nordgiebel ist weitgehend analog dem Südgiebel gestaltet, jedoch ohne Strebepfeiler.

## Dundee Parish Church
Den östlichen Abschluss des Komplexes bildet die Dundee Parish Church. Das Hauptportal an der östlichen Giebelseite ist mit Korbbogen ausgeführt. Darüber erstreckt sich ein hohes Maßwerk. Der Giebel schließt mit einem ornamentierten Kreuz. Die flankierenden Strebepfeiler mit Fialen sind analog der Old St Paul’s and St David’s Church gearbeitet. Die Südfassade der Basilika ist fünf Achsen weit. Die Seitenschiffe sind mit Maßwerken ausgeführt. Die bekrönten Fenster im Obergaden durchstoßen die Traufe. Die Nordfassade ist analog gestaltet, jedoch mit einem T-förmigen Anbau aus dem Jahre 1897. Das abschließende Satteldach ist mit Schiefer eingedeckt.